# Прости нам
„Прости нам“ е български телевизионен игрален филм (драма) от 2002 година, по сценарий и режисура на Владислав Икономов. Оператор е Иван Варимезов. Музиката във филма е композирана от Стефан Димитров.

## Актьорски състав
- Евелина Борисова – Собол
- Стефан Мавродиев – Вальо
- Мая Новоселска – братовчедката на Собол
- Пепа Николова – приятелката на Собол
- Стефан Данаилов – чичо Петьо
- Димитър Стоянович – Макс
- Светозар Неделчев – човек от фирмата
- Георги Г. Георгиев – Жоро
- Михаил Ботевски – шофьорът
- Светлана Терзиева – Сесил – медицинската сестра